# Mazor Robotics
Mazor Robotics Ltd. (in israeliano: מזור רובוטיקה בע"מ) è un'azienda specializzata in forniture ospedaliere e attrezzature mediche e sistemi robotizzati per la chirurgia spinale.
Il suo quartier generale è situato in Orlando (Florida, Stati Uniti) con due succursali in Caesarea (Israele) e Münster (Germania).
Il suo prodotto di maggiore rappresentatività, Renaissance, è utilizzato da chirurghi specializzati in ortopedia e da neurochirurghi. È stato utilizzato per la prima volta in Italia dallo staff di neurochirurgia dell'ospedale C.T.O. di Torino.
Ad oggi la tecnologia Mazor Robotics è presente in 54 ospedali nel mondo (28 nei soli Stati Uniti) ed è stata impiegata in più di 4,000 interventi chirurgici.